# Bruxelles-Ingooigem 1993
La Bruxelles-Ingooigem 1993, quarantaseiesima edizione della corsa, si svolse il 16 giugno. Fu vinta dal belga Johan Devos della squadra La William-Duvel davanti ai connazionali Kurt Verleden e Peter De Frenne.

## Ordine d'arrivo (Top 10)
| Pos. | Corridore         | Squadra                      | Tempo    |
| ---- | ----------------- | ---------------------------- | -------- |
| 1    | Johan Devos       | La William-Duvel             | 4h08'00" |
| 2    | Kurt Verleden     | Willy Naessens Industriebouw | s.t.     |
| 3    | Peter De Frenne   | Trident-Schick               | s.t.     |
| 4    | Greg Moens        | Motorola                     | s.t.     |
| 5    | Philip Debaets    | Trident-Schick               | s.t.     |
| 6    | Corneille Daems   | Willy Naessens Industriebouw |          |
| 7    | Marc Dierickx     | Trident-Gilals-Wimi          |          |
| 8    | Rober Van De Vin  | Willy Naessens Industriebouw |          |
| 9    | Peter Van Brecht  | Saxon-Breitex                |          |
| 10   | Michel Van Haecke | Lotto-Caloi-Mavic            |          |